# Лукиан от Самосата
Лукиан от Самосата (Λουκιανὸς ὁ Σαμοσατεύς) е античен гръцки писател и реторик.

## Биография
Роден през 120 г. в град Самосата на Ефрат, в римската провинция Комагена, и починал през 192 г. в Александрия. Годините на раждането и смъртта му не са сигурни – в различните източници те варират между 115 и 125 (за раждането) и от 180 до 192 г. (за смъртта му). Произходът на Лукиан също не е сигурен. Самият той се нарича сириец, но не е сигурно дали е семит или грък – гръцкият език на Лукиан е толкова съвършен, че става основна причина произведенията му да бъдат запазени през византийската епоха, въпреки критиката на християнството в някои от неговите творби.
За живота на Лукиан няма много сведения, въпреки това те са достатъчно, за да се пресъздаде биографията му. Част от източниците за тези сведения са в самите произведения на Лукиан „Сънят“ и „Два пъти обвинен“.
Родителите на Лукиан не са богати хора, поради което Лукиан трябва да научи занаят, за да се прехранва. Като момче чиракува и се учи при вуйчо си, който е скулптор. По-късно пред Лукиан изниква дилемата да направи избор между скулптурата и реториката. Той избира реториката и заминава за Йония в западната част на Мала Азия, където посещава школи. Там учи реторика при знаменитите ритори Полемон и Скопелиан, усвоява отлично гръцки език и се запознава с гръцката литература. Това става в епохата на император Адриан, през която на особена почит е елинофилството.
След като завършва образованието си, Лукиан известно време е адвокат в Антиохия, но на това поприще няма голям успех, поради което става пътуващ ритор. Пътува до Рим, достига до Галия, но най-дълго се задържа в Атина, където върху него влияние оказва Херод Атик. Четири пъти посещава Олимпия, където държи речи. При последното си посещение там през 165 г. Лукиан присъства на тържественото самоизгаряне на киника (циника) Перегрин, което описва в памфлета си „За смъртта на Перегрин“.
Около 160 г. Лукиан решава да се посвети на философията и създава, според неговите твърдения, комическия диалог. В своите диалози, с малки изключения, Лукиан критикува философите, като например питагорееца Александър в „Александър, или лъжегадател“.
Към края на живота си Лукиан отново се връща към софистичната декламация и въпреки своите възгледи, се наема на държавна служба – става архистратор, началник на канцеларията на прокуратора на Египет. Не е абсолютно сигурно, дали Лукиан остава до края на живота си в Александрия или се връща в Атина.

## Творчество

### Класификация
До нас достигат около 80 творби, приписвани на Лукиан, но авторството на 10 от тях е спорно. Произведенията на Лукиан са диалогични и недиалогични.
Недиалогичните произведения на Лукиан включват различни малки жанрове:
- декламации („Тираноубиец“)
- пролалии (встъпления към разговори) („Херодот, или Аетес“)
- диатриби („За скръбта“)
- биографии („Демонакт“)
- пародии на похвални слова („Похвала на мухата“)
- сатирични памфлети във формата на писмо („Александър, или лъжегадател“)
- повести или пародии на повести („Истинска история“, „Лукий, или магарето“).

Диалогичните произведения на Лукиан имат най-различен вид и теми, варират от съвсем кратки („Разговори на боговете“, „Разговори на мъртвите“) до обемисти трактатни разговори („Хермотим“). Диалогът в тези произведения понякога е само формална връзка за декламации, описания и кратни новели („Два вида любов“).

### Кратък преглед

#### Критика на човешките слабости
Произведенията на Лукиан се отличават със своя хаплив и ехиден тон, съдържат интелигентна и често жестока критика на подражанието и глупостта в литературата, философията и интелектуалния живот по негово време. Лукиан подлага на сатира почти всички аспекти на човешко поведение. Една от неговите любими теми е човешкото неразбиране на преходността на славата и богатството. Тази тема присъства в неговия диалог „Харон“, докато в „Разговори на мъртвите“ и други произведения философът-киник Менип се присмива на царе и аристократи, напомняйки им колко много повече от него са изгубили със смъртта. В „Тимон“ Лукиан разказва Тимон, след като обеднява поради своята щедрост и става отшелник, забогатява отново и е заобиколен от ласкатели, към които той се отнася сурово. В „Нигрин“ един философ, последовател на Платон, остро критикува злините на Рим, като на превзетостта, липсата на култура и алчността на римляните противопоставя спокойния културен живот на атиняните.

#### „Истинска история“
Други човешки слабости, които осмива Лукиан, е пазаренето с боговете чрез жертви, вайкането над разсипано мляко и любовта към странни истории. В „Истинска история“, която започва с предупреждение към читателите, че историята е напълно измислена и невъзможна, Лукиан описва пътешествие, което започва от морето и продължава в космоса. С посещенията на утробата на кит и на Елисейските полета тази повест е сатирична пародия на онези фантастични повести за пътешествия, които злоупотребяват с човешкото лековерие. В съвременността обаче „Истинска история“ се счита за научна фантастика, поради което днес тя е най-популярното произведение на Лукиан.

#### Разобличаване на шарлатаните
Лукиан особено остро критикува шарлатаните. В „Александър, или лъжегадател“ популярен магьосник и „чудотворец“, като разкрива различните измами, чрез които шарлатанинът Александър трупа богатство като жрец на Асклепий и гадател. Друг съвременник на Лукиан, философът-киник Перегрин, самозапалил се по време на Олимпийските игри през 165 г., също е разобличен като шарлатанин.
Лукиан смята за най-лоши шарлатани философите, които не прилагат на практика това, което проповядват. „Пиршество“ е забавен разказ за една сватба на дъщерята на уважаван философ. Сред гостите има представители на всички философски школи, които се държат безобразно и на края на пиршеството започват да се бият за лакомствата, които искат да занесат у дома си. Лицемерните философи са разкритикувани и в „Рибар“, където основателите на философските школи възкръсват, за да обвинят Лукиан за написването на „Търг на животи“, шеговита творба, в която Зенон, Епикур и други са предложени на търг от Хермес в подземния свят, но не му донасят никаква печалба. Защитата на Лукиан е, че той напада не основателите на философските школи, а техните недостойни последователи. Философите оправдават Лукиан и призовават на съд последователите си, съвременници на Лукиан.

#### Осмиване на абсурдни вярвания
Лукиан следва Ксенофан, Платон и други, като изказва недоволство от абсурдните вярвания, свързани с боговете на Олимп. Така, непочтените любовни афери на Зевс със смъртни жени заемат важна част в „Разговори на боговете“, „Зевс опроверган“ и „Трагичният Зевс“, където повелителят на боговете е безсилен да се намеси на земята и да докаже всемогъществото си пред скептично настроените философи – киници и епикурейци.

#### Литературна критика
Най-добрата работа на Лукиан в областта на литературната критика е трактатът „Как трябва да се пише история“. В него Лукиан набляга на безпристрастността, обективността и непреклонната преданост на истината, които характеризират идеалния историк. Той коментира идеалния исторически стил и предлага едно забавно описание на своите съвременници-историци, които имитират Тукидид, като вмъкват досадни и погребални слова в своето повествование.

#### Език и стил
Като образци за литературно творчество на Лукиан служат сатирите на Менип, които осмиват институции, идеи и обичаи чрез смесица от проза и поезия. Но Лукиан усъвършенства тази сатира, като създава своя собствена хармонична комбинация от диалог в Платонов стил и комична фантастика, издигнати до нивото на изкуство чрез умело използване на гръцкия език и изящен литературен стил. По-късните римски и византийски писатели са привлечени силно от езика и стила на Лукиан. И още по-късно, някои европейски просветители са повлияни от идеите му: произведенията на Лукиан служат за модел на Еразъм Ротердамски при написване на „Възхвала на глупостта“.